# Sellheim River
Sellheim River är ett vattendrag i Australien. Det ligger i delstaten Queensland, omkring 970 kilometer nordväst om delstatshuvudstaden Brisbane.
Omgivningarna runt Sellheim River är huvudsakligen savann. Trakten runt Sellheim River är nära nog obefolkad, med mindre än två invånare per kvadratkilometer. Genomsnittlig årsnederbörd är 752 millimeter. Den regnigaste månaden är januari, med i genomsnitt 202 mm nederbörd, och den torraste är oktober, med 8 mm nederbörd.